# Bunchosia glandulifera
Bunchosia glandulifera är en tvåhjärtbladig växtart som först beskrevs av Nikolaus Joseph von Jacquin, och fick sitt nu gällande namn av Carl Sigismund Kunth. Bunchosia glandulifera ingår i släktet Bunchosia och familjen Malpighiaceae. Inga underarter finns listade i Catalogue of Life.